# 欧迪耶讷
欧迪耶讷（法語：Audierne，法語發音：[odjɛʁn]）是法国菲尼斯泰尔省的一个市镇，位于该省西南部，属于坎佩尔区。该市镇于2016年由原欧迪耶讷与市镇埃斯基比安合并而成。

## 地理
欧迪耶讷（48°1'27"N, 4°32'30"W）面积18.37 平方千米，位于法国布列塔尼大區菲尼斯泰尔省，该省份为法国最西部的省份，位于布列塔尼半岛西部，北西南三面环大西洋，东临阿摩尔滨海省和莫尔比昂省。
与欧迪耶讷接壤的市镇（或旧市镇、城区）包括：普里姆兰、古利安、伯泽克卡普锡赞、蓬克鲁瓦、普卢伊内克。
欧迪耶讷的时区为UTC+01:00、UTC+02:00（夏令时）。

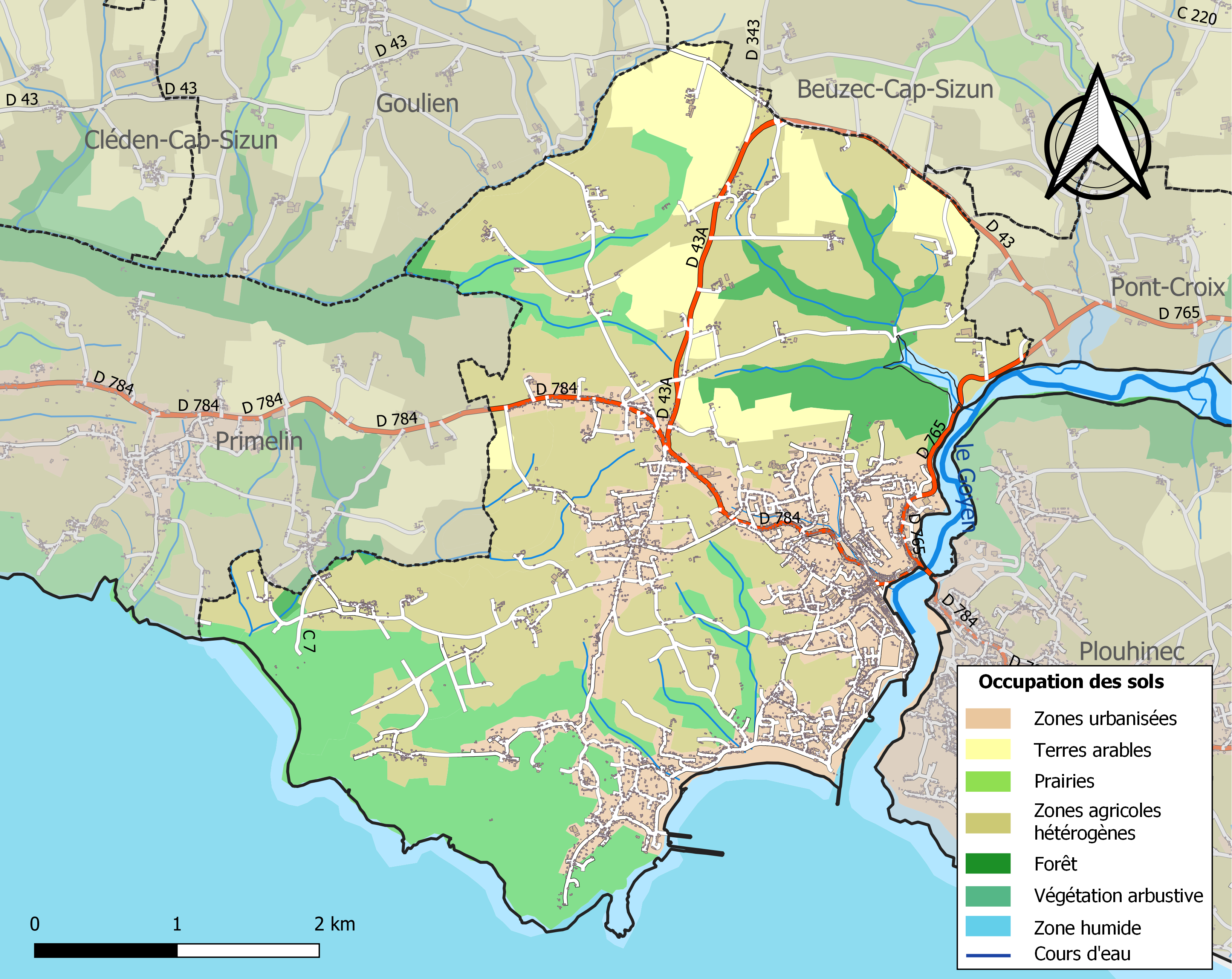
欧迪耶讷的OSM定位图

## 行政
欧迪耶讷的邮政编码为29770，INSEE市镇编码为29003。

## 政治
欧迪耶讷所属的省级选区为杜瓦讷内县。

## 人口

1962-2008年间欧迪耶讷人口变化图示

欧迪耶讷于2022年1月1日时的人口数量为3708人。